# Антонио Томас
Антонио Томас е испански футболист, полузащитник на ЦСКА София. Играе като опорен или централен халф.

## Кариера
Започва кариерата си в Расинг Сантандер, като до 2005 играе само за дублиращия отбор. През 2006 е взет в Депортиво, но доиграва сезона в Расинг. Първоначално не успява да се наложи, но през 2009 Мигел Анхел Лотина налага Томас в отбора. През това време той изиграва 51 мача, от които не е стартирал като титуляр само в 3 от тях. След като Депортиво изпада, Антонио става свободен агент. През 2011 преминава в Сарагоса, но се контузва и успява да изиграе едва 3 срещи. През февруари 2012 преминава в ЦСКА (София) със свободен трансфер.